# Sertan Eser
Sertan Eser (* 18. März 1974 in Nürnberg) ist ein ehemaliger deutsch-türkischer Fußballspieler und -trainer. Aufgrund seiner Tätigkeit für Beşiktaş Istanbul wird er mit diesem Klub assoziiert.

## Spielerkarriere

### Verein
Eser kam als Sohn türkischstämmiger Eltern in Nürnberg auf die Welt. Mit dem Vereinsfußball begann er hier mit sechs Jahren in den Jugendmannschaften örtlicher Amateurvereine, ehe er mit seiner Familie 1984 endgültig in die Türkei zurückkehrte. Mit 21 Jahren begann er als Amateurspieler beim Drittligisten Antalya Köy Hizmetleri SK zu spielen. Bis zum Saisonende erzielte der Außenstürmer neun Tore und machte durch seine Schnelligkeit auf sich aufmerksam. So verpflichtete ihn im Frühjahr 1993 der Erstligist Konyaspor. Bei diesem Verein saß er bis zu den letzten Spieltagen auf der Ersatzbank und wurde erst dann eingesetzt, nachdem der Verein den mathematisch noch möglichen Aufstieg verfehlte. Bis zum Saisonende absolvierte er vier Spiele und erzielte dabei ein Tor. Nach dem Abstieg ging Eser mit Konyaspor in die 2. Futbol Ligi. Hier schaffte er es auf Anhieb zum Stammspieler. In der damals in zwei Etappen ausgetragenen Liga verpasste seine Mannschaft in der Qualifikationsrunde die Teilnahme an der Aufstiegsrunde. Stattdessen musste Esers Mannschaft in der Abstiegsrunde gegen den Abstieg und für die Qualifikation an den Playoffs der Liga spielen. Die Abstiegsrunde beendete Konyaspor mit einem 12-Punkte-Vorsprung als Tabellenerster und schaffte es in die Playoffs. Hier scheiterte die Mannschaft im Halbfinale mit 2:3 an Antalyaspor. Eser hatte mit 20 Ligatoren erheblichen Anteil an diesen Erfolgen, war erfolgreichster Torschütze seiner Mannschaft, Zweiter der Torschützenliste der Zweitligasaison 1993/94 und wurde regelmäßiger U-21-Nationalspieler.
Durch seine guten Leistungen bei Konyaspor schaffte er es in die Transferliste vieler Erstligavereine. Am stärksten bemühte sich Beşiktaş Istanbul um Esers Dienst. Hier arbeitete zu dieser Zeit der deutsche Trainer Christoph Daum. Dieser verglich den dribbelstarken linken Flügelspieler Eser mit seinem ehemaligen Spieler Pierre Littbarski und drängte seinen Klub für die Verpflichtung Esers. So wechselte Eser nach langen Transferverhandlungen für eine für die damalige Zeit sehr hohe Ablösesumme von 7,5 Milliarden Türkische Lira zu den Istanbulern. Bei Beşiktaş konkurrierte Eser im Sturm mit Spielern wie Ertuğrul Sağlam, Oktay Derelioğlu, Ali Gültiken, Serdar Topraktepe und Metin Tekin. Unter diesen Umständen absolvierte Eser bis zum Saisonende nur 23 Ligaspiele, von denen er lediglich drei über die volle Spiellänge spielte und insgesamt hinter den Erwartungen blieb. Mit seinem Verein wurde er türkischer Meister der Saison 1994/95. Für die neue Saison verstärkte sich Beşiktaş weiter und holte für den Sturm die Spieler Stefan Kuntz, Orhan Kaynak und Mustafa Özkan. Diese Verpflichtungen führten dazu, dass es Eser noch schwieriger fiel, sich Spieleinsätze zu erkämpfen. So absolvierte er in seiner zweiten Saison für Beşiktaş nur 17. Ligaspiele. Im Sommer 1997 ersetzte Beşiktaş Christoph Daum durch Rasim Kara und verpflichtete für den abgewanderten Stefan Kuntz den nigerianischen Nationalstürmer Daniel Amokachi. Mit dieser neuen Konstellation wurde das vorsaisonale TSYD-Istanbul-Pokal gewonnen, während Eser in nur einem Spiel dieses Pokalturniers zum Einsatz kam. Eser absolvierte in dieser Saison nur sechs Spiele, in denen er als Einwechselspieler nur wenige Minuten eingesetzt wurde. Die Saison beendete sein Klub hinter Galatasaray Istanbul als Vizemeister.
Die Saison 1997/98 startete Beşiktaş erneut mit einem Trainerwechsel und verpflichtete den Waliser John Toshack als neuen Cheftrainer. Unter diesem Trainer nahm Eser zwar am vorsaisonalen Vorbereitungscamp teil, wurde aber anschließend auf die Liste der Spieler gesetzt, die verliehen bzw. verkauft werden sollte. So wurde Eser für die anstehende Spielzeit an den Zweitligisten Adanaspor ausgeliehen. Dieser Klub wurde kurze Zeit vorher vom Milliardär Cem Uzan nach İstanbulspor aufgekauft. Uzan wirkte bei beiden Vereinen als Mäzen. Nachdem bereits im Sommer 1995 Istanbulspor durch den Kauf von Stars und Talenten in die höchste türkische Spielklasse, in die 1. Lig, gebracht werden konnte, wurde das gleiche Konzept nun auf Adanaspor angewendet. Zu diesem Zweck holte der Verein erstligaerprobte Stars, u. a. Eser. Zum Saisonende erreichte die Mannschaft hinter Erzurumspor die Vizemeisterschaft der 2. Liga und damit den direkten Aufstieg in die 1. Lig. Eser steuerte zu diesem Erfolg in 26 Spielen fünf Tore bei.
Nach diesem Erfolg mit Adanaspor, kehrte Eser zu Beşiktaş zurück und wurde dann für die kommende Saison an Yozgatspor ausgeliehen. Mit diesem Klub schaffte es Eser in die Playoffs der 2. Liga, scheiterte aber hier im Halbfinale an Çaykur Rizespor. Für die nächste Saison wurde Eser an den Zweitligisten Sakaryaspor ausgeliehen. Dieser Ausleihvertrag wurde aber bereits wenige Wochen wieder aufgelöst und so wurde Eser stattdessen an den Erstligisten Istanbulspor ausgeliehen. Bei diesem Klub bildete Eser mit dem alternden Stürmerstar Aykut Kocaman das Sturmduo Istanbulspors und wurde mit neun Saisontoren erfolgreichster Torschütze seines Vereins. Mit dieser Leistung etablierte er sich auch in der 1. Lig. Am Ende der Saison wurde dann sein Ausleihvertrag mit Istanbulspor um ein weiteres Jahr verlängert. In dieser zweiten Saison steigerte er seine Vorjahresleistung und wurde dieses Mal mit 16 Saisontoren der erfolgreichste Torschütze seines Vereins. Mit dieser Leistung war er erfolgreicher war als die meisten Stürmer von Beşiktaş. So wurde sein zum Sommer 2001 ausgelaufener Vertrag mit Beşiktaş um weitere zwei Jahre verlängert und Eser für die kommende Saison im Kader behalten. Ausschlaggebend an seinem Verbleib bei Beşiktaş war auch der Umstand, dass Esers Förderer Christoph Daum als Cheftrainer eingestellt wurde und dieser wieder Eser in seinem Teamkader haben wollte. Bei Beşiktaş gelang es Eser aber nicht, sich gegen die Stürmer İlhan Mansız, Ahmet Dursun und Nihat Kahveci durchzusetzen.
Nachdem auch der zweite Anlauf sich bei Beşiktaş zu behaupten fehlgeschlagen war, verließ Eser den Verein endgültig und wechselte für die Saison 2002/03 innerhalb der Liga zu Malatyaspor. Bei diesem Verein arbeitete er mit dem Trainer Ziya Doğan zusammen, unter dem er bereits bei Istanbulspor trainiert hatte und der auch entscheidend den Wechsel Esers zu Malatyaspor beeinflusste. Mit diesem Verein beendete Eser die Saison überraschend auf dem 5. Tabellenplatz. Er selbst bildete mit Fazlı Ulusoy und Hasan Özer den Sturm der Mannschaft und trug mit zehn Saisontoren und etlichen Vorlagen zu diesem Erfolg bei.
Da Eser mit Malatyaspor nur einen Einjahresvertrag unterschrieben hatte und ihm mehrere Angebote vorlagen, entschied er sich dafür, den Verein zu verlassen. Stattdessen wechselte er zum wirtschaftlich besser positionierten Verein Bursaspor. Dieser Verein erlebte aber eine der schlechtesten Perioden seiner Vereinsgeschichte und stieg am Ende der Saison 37-jähriger Erstligazugehörigkeit von der Süper Lig ab. Nach diesem Misserfolg wechselte Eser innerhalb der Liga zu Diyarbakırspor.
Auch bei Diyarbakırspor herrschte eine unruhige Stimmung. So verließ er den Verein bereits zur nächsten Winterpause und wechselte zum Hauptstadtklub Gençlerbirliği Ankara. Bei diesem Verein arbeitete wieder sein Förderer Ziya Doğan, der als eines seiner ersten Amtstätigkeiten Eser zu seiner Mannschaft holte. Die Saison beendete der Klub auf dem 6. Tabellenplatz und verpasste aufgrund des schlechteren Torverhältnisses die Teilnahme am UEFA Intertoto Cup. Mit Gençlerbirliği gewann Eser den vorsaisonalen TSYD-Ankara-Pokal. Nachdem Doğan nach dem 4. Spieltag der Saison Gençlerbirliği verlassen hatte, spielte Eser bis zur nächsten Winterpause und folgte Doğan zu dessen nächsten Verein Malatyaspor. Bei diesem Verein herrschte zu dieser Zeit eine unruhige Stimmung. So wurde Ziya Doğan während der Rückrunde entlassen. Nachdem der Verein zum Saisonende den Klassenerhalt verfehlt hatte, ging auch Eser den.
Im Sommer 2006 wechselte er zum Zweitligisten  Istanbul Büyükşehir Belediyespor. Hier beendete Eser mit seinem Verein als Vizemeister und stieg in die Süper Lig auf. Dabei war er mit zehn Ligatoren der erfolgreichste Torschütze seines Vereins. Nachdem Eser eine Saison noch in der Süper Lig für Istanbul BB gewesen war, verließ er diesen Klub.
Zur Saison 2008/09 wechselte Eser zum Zweitligisten Kasımpaşa Istanbul. Bei diesem Verein bildete er mit Erhan Küçük den Sturm der Mannschaft. Mit fünf Saisontoren und endlichen Vorlagen hatte er erheblichen Anteil daran, dass der Klub zum Saisonende durch den Playoff-Sieg der TFF 1. Lig in die Süper Lig aufsteigen konnte. In der höchsten Liga kam er bis zur Winterpause nur in zwei Ligaspielen zum Einsatz. In der nächsten Winterpause löste er nach gegenseitigem Einvernehmen mit dem Klub seinen Vertrag auf und wechselte zum Drittligisten Sakaryaspor. Bei diesem Klub spielte er bis zum März 2011 und beendete anschließend nach einer Vertragsauflösung seine Spielerlaufbahn.

### Nationalmannschaft
Eser wurde während seiner Zeit bei Konyaspor das erste Mal für die Türkische U-21-Nationalmannschaft nominiert. Insgesamt absolvierte er bis ins Jahr 1995 neun U-21-Länderspiele, in denen er zwei Tore erzielte.

## Trainerkarriere
Nach dem Ende seiner Spielerlaufbahn wechselte Eser ins Trainerfach und trainiert als erste Tätigkeit seit 2013 die Nachwuchsmannschaft von Beşiktaş Istanbul.

## Erfolge
Mit Beşiktaş Istanbul
- Türkischer Meister: 1994/95
- TSYD-Istanbul-Pokalsieger: 1996–1997

Mit Adanaspor
- Meister der TFF 1. Lig und Aufstieg in die Süper Lig: 1997/98

Mit Gençlerbirliği Ankara
- TSYD-Ankara-Pokalsieger: 2005/06

Mit Istanbul Büyükşehir Belediyespor
- Vizemeister der TFF 1. Lig und Aufstieg in die Süper Lig: 2006/07

Mit Kasımpaşa Istanbul
- Playoffsieger der TFF 1. Lig und Aufstieg in die Süper Lig: 2008/09